# Френк Оппенгеймер
Френк Фрідман Оппенгеймер (англ. Frank Friedman Oppenheimer; 14 серпня 1912 — 3 лютого 1985) — американський фізик елементарних частинок, тваринник, професор фізики в Університеті Колорадо та засновник Exploratorium у Сан-Франциско.
Молодший брат відомого фізика Дж. Роберта Оппенгеймера, Френк Оппенгеймер проводив дослідження аспектів ядерної фізики під час Манхеттенського проекту та зробив внесок у збагачення урану. Після війни участь Оппенгеймера в Комуністичній партії США поставила його під пильну увагу, і він залишив посаду фізика в Університеті Міннесоти. Оппенгеймер був мішенню маккартизму і був занесений до чорного списку, щоб не знаходити будь-яку посаду викладача фізики в Сполучених Штатах до 1957 року, коли йому було дозволено викладати природничі науки в середній школі в Колорадо. Ця реабілітація дозволила йому отримати посаду викладача фізики в Університеті Колорадо. У 1969 році Оппенгеймер заснував Exploratorium у Сан-Франциско, і він був його першим директором до своєї смерті в 1985 році.

## Молодість і освіта
Френк Фрідман Оппенгеймер народився в 1912 році в Нью-Йорку в родині Юліуса Оппенгеймера та Елли Фрідман. У дитинстві вивчав живопис. Він також навчався грі на флейті під керівництвом відомого в країні викладача Джорджа Баррери, набувши достатнього досвіду гри на інструменті, щоб розглядати кар'єру флейтиста :30.
Френк розпочав навчання в Школі етичної культури, де навчався до сьомого класу. Решту середньої освіти він отримав у школі Філдстон у Рівердейлі; школа під керівництвом Товариства етичної культури.
Згодом Френк послухався поради свого старшого брата Роберта і став професійним фізиком. У 1930 році він вступив до Університету Джона Гопкінса, який через три роки отримав ступінь бакалавра фізики. Після цього Френк півтора роки навчався в Кавендішській лабораторії в Кембриджі, Англія, де також отримав ліцензію пілота. У 1935 році він працював над розробкою лічильників ядерних частинок в Інституті ді Арчетрі у Флоренції, Італія.
Завершуючи свою докторську роботу в Каліфорнійському технологічному інституті, Оппенгеймер заручився з Жакенет Куанн, студенткою економіки Каліфорнійського університету в Берклі; була також активною в ЛКСМУ. Незважаючи на рекомендації Роберта, Френк і Джекі одружилися в 1936 році і невдовзі обоє приєдналися до Американської комуністичної партії, також всупереч пораді старшого брата. І Френк, і його дружина були атеїстами.
Френк Оппенгеймер отримав ступінь доктора філософії в 1939 році та пройшов два роки після докторантури в Стенфорді.

## Кар'єра фізика

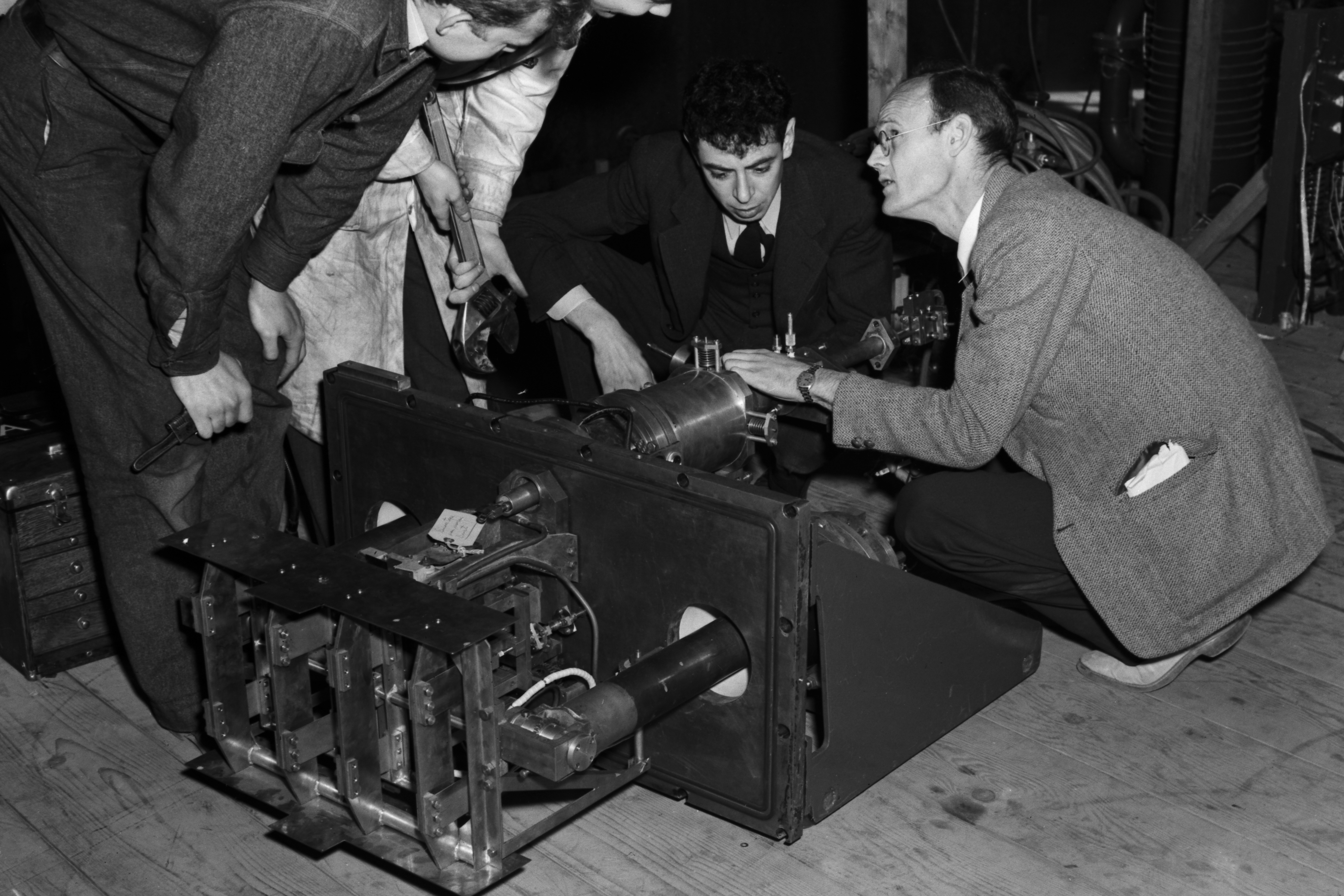
Оппенгеймер (у центрі) працює над Калютроном у Берклі (дата невідома)

Під час Другої світової війни старший брат Френка Роберт став директором лабораторії в Лос-Аламосі, яка була частиною Манхеттенського проекту, спроби союзників створити першу атомну зброю. З 1941 по 1945 рік Френк працював у радіаційній лабораторії Каліфорнійського університету над проблемою розділення ізотопів урану під керівництвом хорошого друга свого брата, Ернеста О. Лоуренса. Наприкінці 1943 року він прибув до лабораторії Лос-Аламоса, працюючи безпосередньо під керівництвом Кеннета Т. Бейнбріджа. У його обов'язки входило обладнання для випробувального полігону Трініті в Нью-Мексико. У 1945 році його відправили на збагачувальний завод в Оук-Рідж, штат Теннессі, щоб допомогти стежити за обладнанням. 
Оппенгеймер брав участь у заснуванні Асоціації вчених Лос-Аламоса 30 серпня 1945 року. Ця організація сприяла міжнародному мирному контролю над ядерною енергетикою. Пізніше він також приєднався до Федерації американських вчених, і був членом Американського фізичного товариства.
Після війни Оппенгеймер повернувся до Берклі, працюючи з Луїсом Альваресом і Вольфгангом Панофскі над розробкою лінійного прискорювача протонів. У 1947 році він обійняв посаду доцента фізики в Університеті Міннесоти, де брав участь у відкритті важких ядер космічних променів.

## Політичний контроль і внесення до чорних списків

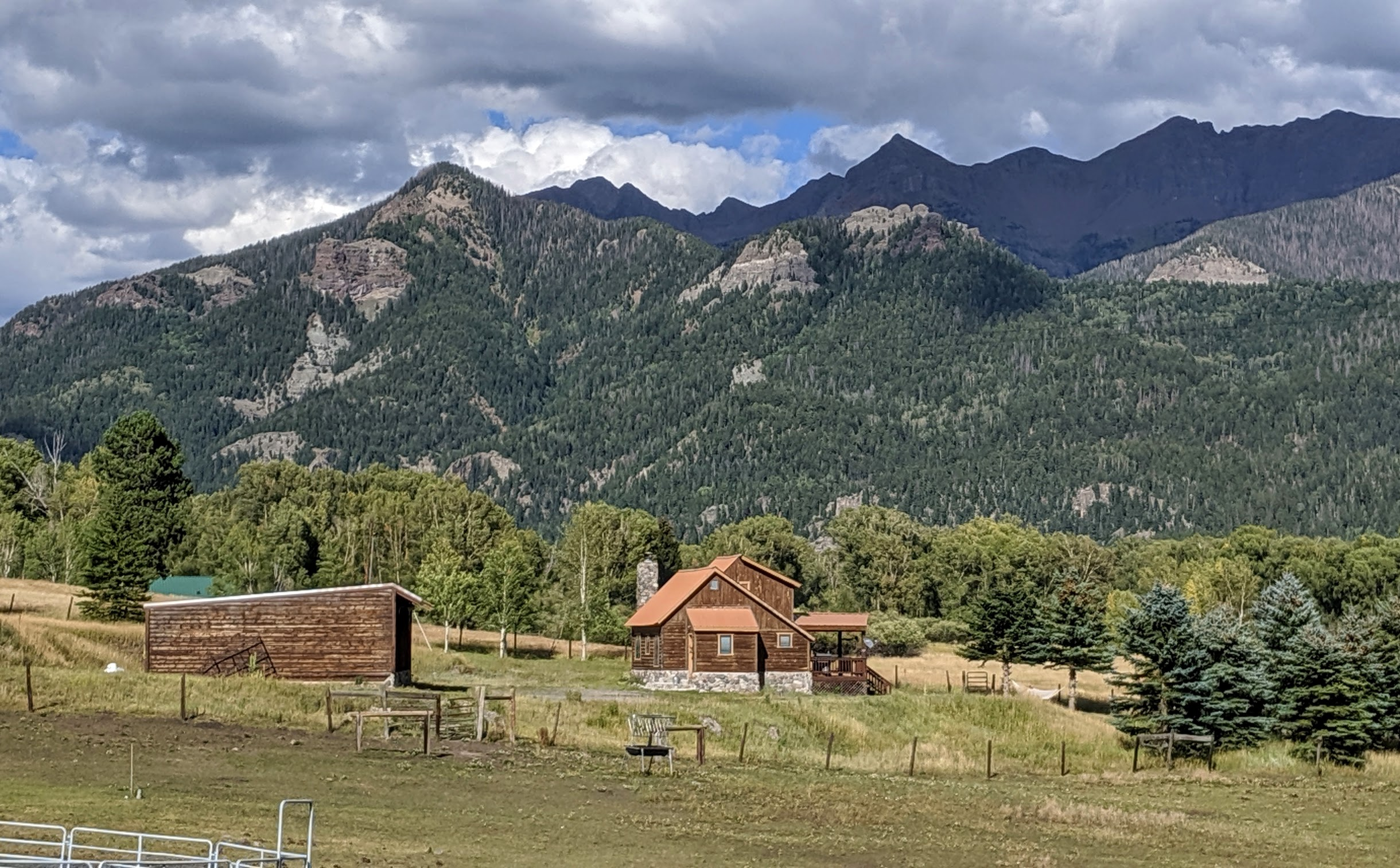
Будинок, який колись належав Френку Оппенгеймеру, на його 610 га., в долині Ріо-Бланко в горах поблизу Пагоса-Спрінгс, Колорадо

12 липня 1947 року Washington Times Herald повідомила, що Оппенгеймер був членом Комуністичної партії протягом 1937—1939 років. Спочатку він заперечував ці повідомлення, але потім визнав, що вони правдиві. У червні 1949 року в рамках більшого розслідування можливого зловживання «атомними секретами» під час війни його викликали до Комітету Конгресу Сполучених Штатів з антиамериканської діяльності (HUAC). Перед комітетом він засвідчив, що він і його дружина були членами Комуністичної партії близько трьох з половиною років. У 1937 році вони були залучені до місцевих спроб десегрегації громадського басейну Пасадени, який був відкритий для небілих лише в середу, після чого басейн був осушений, а вода замінена.
Оппенгеймер сказав, що він і його дружина приєдналися в той час, коли вони шукали відповіді на високий рівень безробіття в Сполучених Штатах під час пізньої частини Великої депресії. Він відмовився назвати інших членів, як він знав. Це викликало сенсацію в засобах масової інформації — що брат Дж. Роберта Оппенгеймера був визнаним колишнім членом Комуністичної партії — і призвело до того, що Френк залишив посаду в Університеті Міннесоти.

## Спадщина
Коли Оппенгеймер помер у 1985 році, у нього залишилися друга дружина Мілдред Даніельсон, син Майкл і дочка Джудіт, а також третя дитина, Сара, від стосунків Френка з дружиною друга і колеги з Університету Колорадо.
Сара виховувалася матір'ю та колегою і дізналася про свій зв'язок з Френком лише тоді, коли у 2019 році з нею зв'язався син Френка, Майкл. Сара та Майкл підтвердили свою генетичну спорідненість у 2020 році. Короткий опис цього роману можна знайти в книзі Джуді Оппенгаймер «Від Дідла до доктора Джуді: Мемуари про метаморфози».
Папери та архіви Оппенгеймера були передані до Бібліотеки Бенкрофта Каліфорнійського університету в Берклі, включаючи понад 60 технічних і нетехнічних робіт, автором яких він був. Основна частина цієї колекції охоплює його роботу в галузі фізики та освіти в роки, що передували заснуванню «Експлораторіуму». Також включені документи, пов'язані з його розслідуванням Комітетом Палати представників з антиамериканської діяльності (HUAC). Історичні архіви «Експлораторіуму» (з 1957 року по теперішній час) також зберігаються в Бенкрофті. Університет Міннесоти зберігає архіви, що охоплюють роботу Оппенгеймера з фізики протягом 1946—1959 років.

### У медіа
Френк Оппенгаймер бере інтерв'ю у режисера Джона Елза у фільмі «День після Трійці» (1980), номінованому на премію «Оскар» документальному фільмі про Роберта Оппенгаймера та створення атомної бомби.
Гаррік Хейгон зобразив Френка Оппенгеймера в серіалі BBC «Оппенгеймер» 1980 року. Ділан Арнольд грає роль Френка Оппенгеймера у біографічному фільмі Крістофера Нолана «Оппенгеймер» (2023).